# Bayern Kickers Nürnberg
Bayern Kickers Nürnberg (offiziell: Fußballclub Bayern Kickers 1907 Nürnberg e.V., kurz: BaKi) ist ein Sportverein aus Nürnberg. Er bietet die Sportarten Fußball, Futsal und Damengymnastik. Die Futsalmannschaft wurde im Jahre 2011 deutscher Vizemeister.

## Geschichte

### Futsal
Die Bezirksliga-Fußballer feierten in der Halle bemerkenswerte Erfolge. In den Jahren 2010 und 2011 wurde die Mannschaft jeweils zunächst bayerischer Meister und danach süddeutscher Vizemeister hinter dem FC Portus Pforzheim bzw. dem VfR Ittersbach. Beide Male qualifizierten sich die Nürnberger für den DFB-Futsal-Cup, der deutschen Futsal-Meisterschaft. Im Jahre 2010 scheiterte BaKi noch im Viertelfinale beim späteren Titelträger SD Croatia Berlin. Ein Jahr später waren die Nürnberger erfolgreicher und zogen nach Siegen über den FSV Bretzenheim und den VfR Ittersbach ins Endspiel ein. Dort unterlag BaKi gegen SD Croatia Berlin am Nürburgring mit 0:3.
2013 kam eine eigenständige Futsal-Abteilung hinzu, welcher unter Futsal Nürnberg auf Torejegd geht. Nach Aufstiegen aus der Futsalliga Mittelfranken (2013) und der Futsal-Bayernliga (2014) gehören die Nürnberger seit 2015 zu den Gründungsmitgliedern der Regionalliga Süd. Im ersten Spieljahr konnte am letzten Spieltag der Klassenerhalt gesichert werden. Schon in der zweiten Saison stabilisierte sich Futsal Nürnberg deutlich, geriet nie ernsthaft in Abstiegsgefahr und beendete die Saison auf dem 5. Tabellenplatz. In der Saison 2017/18 belegte das Team einen starken dritten Platz, direkt hinter dem deutschen Futsalmeister 2017 Jahn Regensburg Futsal.

### Fußball
Der Verein wurde im Jahre 1907 als FC Bavaria Nürnberg gegründet und nahm ein Jahr später seinen heutigen Namen an. Im Jahre 1952 erwarb der Verein seine Sportanlage im Stadtteil Kleinreuth hinter der Veste. Die Fußballer wurden im Jahre 1933 bayerischer Pokalmeister. Erstmals gelang dem Verein 2010 nach einem 3:2-Sieg im Entscheidungsspiel gegen Cagrispor Nürnberg der Aufstieg in die Bezirksliga Mittelfranken. Zwei Jahre stieg BaKi aus der Bezirksliga ab, um im kommenden Spieljahr direkt wieder als Kreisligameister zurückzukehren. Seit dem Aufstieg im Jahre 2013 tritt die Mannschaft in der Bezirksliga Mittelfranken an. 1997 wurde der Verein für seine Nachwuchsarbeit mit dem Sepp-Herberger-Preis ausgezeichnet. Mit Juri Judt und Engin Kalender brachte der Verein zwei spätere Profis hervor, während Georg Kennemann für die SpVgg Fürth und den 1. FC Nürnberg in der erstklassigen Gauliga Bayern bzw. Oberliga Süd aktiv war.

## Erfolge
- DFB-Futsal-Cup-Finalist: 2011
- Süddeutscher Futsal-Vizemeister: 2010, 2011
- Bayerischer Futsalmeister: 2010, 2011